# Jake Cronenworth
Jacob John Cronenworth (St. Clair, Míchigan, 21 de enero de 1994), más conocido como Jake Cronenworth, es un jugador profesional estadounidense de béisbol que se desempeña en la posición de primera base en San Diego Padres, equipo de las Grandes Ligas de Béisbol (MLB).

## Carrera
Fue seleccionado en la séptima ronda en el Draft de la MLB de 2015. En 2020 hizo su debut profesional con el equipo San Diego Padres, donde lleva jugando cinco temporadas.